# Jacqueline Bechet-Ferber
Jacqueline Bechet-Ferber (París, 1930) es una artista francesa. Escultora de formación, se interesa posteriormente por la pintura, especialmente por la acuarela.

## Datos biográficos
- 1940 - 1947 estudia en varios estudios de arte en Roma[1]
- 1947 estudia en la École del Louvre, escuela de Artes Decorativas[1]
- 1948 ingresa en la École Supérieure Nationale des Beaux-Arts, París[1] en el taller del medallista Henri Dropsy, en el taller de escultura de Jeanniot, y en el taller de Raymond Corbin[2]	.
- 1954 Primer Gran Premio de Roma de escultura
- 1955-1958 Estancia en la Academia Francesa en Roma
- 1958 A partir de su regreso de Roma, Bechet-Ferber Participa tiene numerosos salones: Comparaisons, des Indépendants, des Artistes Français, du Dessin y de la Peinture à l'Eau, National des Beaux-Arts.[3] Y modela numerosas medallas para la monnaie de París.[2]
- 1981 Primer Premio Paul-Louis Weiller, Francia.[1]
- 1982 Exposición en el château de l'Etier, junto a los miembros del UMIVEM[4]
- 1984 Primer Premio de retrato Paul Louis Weiller del institut de France.[2]
- 1985 Segundo premio de escultura en el Salón de Enghieu[1]
- 2001 Premio E.Jonchère.[2]
- 2003 Exposición de esculturas en la Fondation Taylor[5]
- 2008 Exposición de esculturas "Rome" en la Chapelle Notre Dame de Recouvrance de Surzur[6]
- 2009 5 al 30 de mayo: exposición en el espace culturel l'Hermine, Reflets. 3 artistes; colectiva junto a Laurence HB, Jacqueline Bechet y Rachel Bénéat en la Comuna de Presqu'île de Rhuys[7]

En 2010 obtuvo el Premio especial de escultura en el Salón de Lorient, exposición celebrada en el Salón de Congresos.
En los últimos años los trabajos de Jacqueline Bechet-Ferber - que abarcan diferentes técnicas artísticas, como pintura, pasteles, grabado o escultura- se exponen todo el año en la Galería l’Escarpolette de Michèle Dutreux & Jean Collet en el balneario de Port Navalo en Arzon. El taller de la artista se encuentra en Saint-Gildas-de-Rhuys

## Obras

### Esculturas

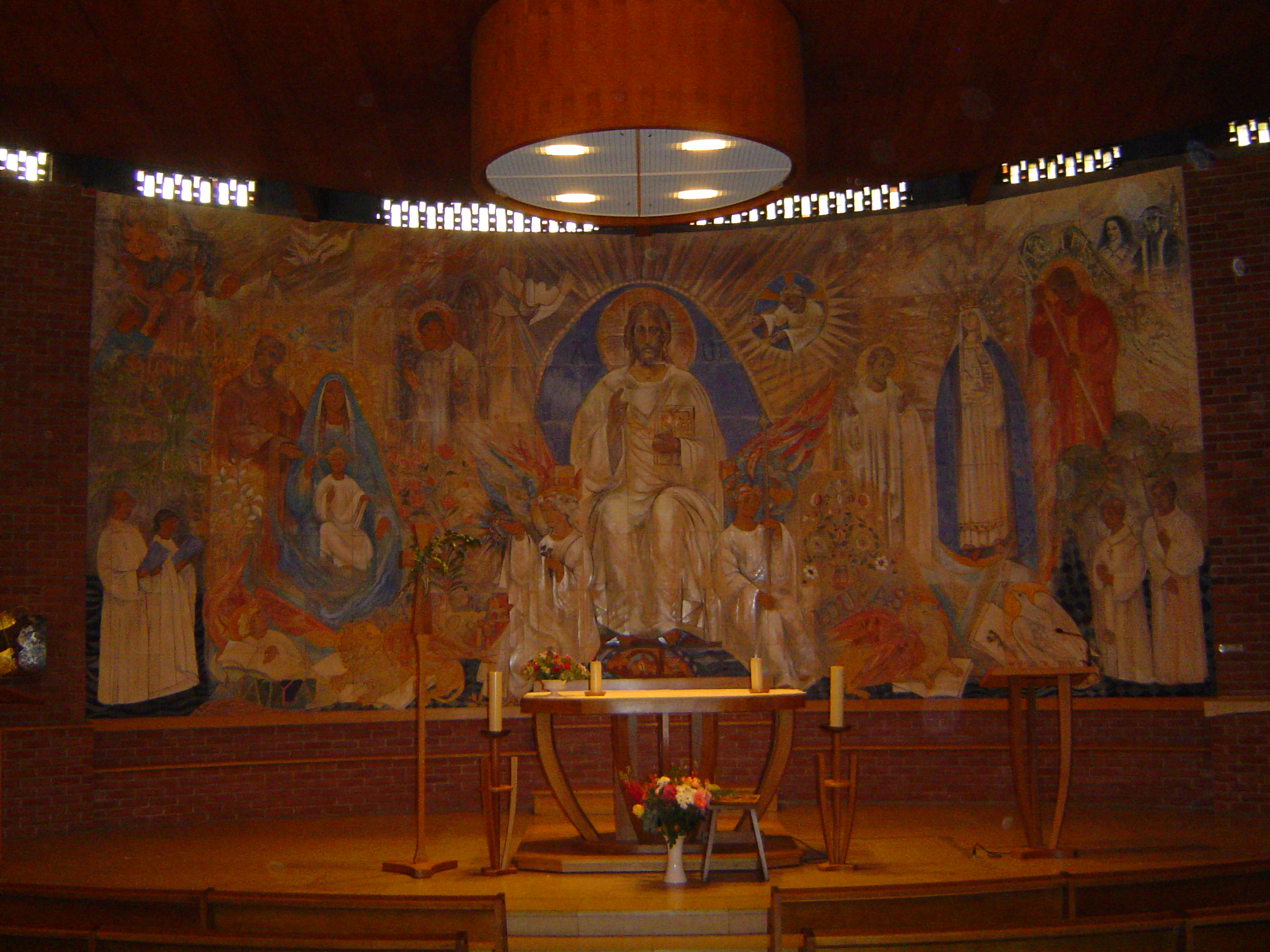
Gran mural de cerámica del altar de la Chapelle "Sainte-Marie Mère de l'Église" de la Institution Sainte-Marie en Antony, 1968.

Las últimas obras escultóricas presentadas en la Galería Michèle Dutreux & Jean Collet, están realizadas en bronce y terracota. La técnica de trabajo es el modelado, y posteriormente la obtención de moldes. Encontramos figuras de mujeres, retratos en busto. Los acabados de las piezas en barro son toscos, con vidriados muy sutiles en la superficie.
- Emmanuel,, busto en bronce sobre peana, 40x30 cm.	[3]
- Medalla del General de Rochambeau (1755-1813)(1976) ; bronce[9]
- Gran fresco de cerámica de 41 m² decoración de la Chapelle "Sainte-Marie Mère de l'Église" de la Institution Sainte-Marie : construida en 1968 (Georges Dengler y Zunz, arquitectos), con vidrieras de Henri Martin-Granel en Antony, (92160 Francia). (Ver Imagen)

### Pinturas
A lo largo de los años Bechet-Ferber ha producido numerosas acuarelas. En las últimas obras pictóricas presentadas en la Galería Michèle Dutreux & Jean Collet, vemos cuadros de figuras humanas en un entorno costero( ). Aparece la pintura formando texturas y el dibujo es de trazos libres. Predominan el azul, el rojo y el blanco.
- Mystic seaport, 1978[10]
- All Grown Up,